# Klaviersonate Nr. 6 (Beethoven)
Ludwig van Beethovens Sonate Nr. 6 F-Dur op. 10 Nr. 2 entstand in den Jahren 1796 bis 1798 und ist der Gräfin Anna Margarete von Browne gewidmet.

## Beschreibung und Aufbau
Beethoven verzichtet in dieser Sonate auf einen langsamen Satz, auch sonst zeichnet sich das Werk durch lapidare Kürze aus. Friedrich Gulda benötigt in seiner Gesamteinspielung der Sonaten aus dem Jahr 1967 rund 12 Minuten für die drei Sätze, Rudolf Buchbinder bei seiner Sonaten-Gesamteinspielung von 2011 gar nur 11 Minuten.
Nach dem Musikwissenschaftler Wilhelm von Lenz, der 1852 als erster Beethovens musikalische Laufbahn in drei stilistische Stilstufen aufteilte, gehört dieses Werk zur ersten Periode, die bis 1802 komponierte Kompositionen enthält. Franz Liszt verstand, dass die Produktion von Beethoven in zwei Phasen unterteilt werden konnte, weshalb diese Sonate zu einer ersten gehörte, in der er die Modelle und Prinzipien früherer Komponisten für seine eigenen Werke adaptierte.
- Erster Satz: Allegro, F-Dur, 2/4 Takt, 203 Takte
- Zweiter Satz: Allegretto, f-Moll, 3/4 Takt, 170 Takte
- Dritter Satz: Presto, F-Dur, 2/4 Takt, 150 Takte